# Dzintari (przystanek kolejowy)
Dzintari (ros. Дзинтари) – przystanek kolejowy w miejscowości Jurmała, na Łotwie. Położony jest na linii Ryga (Torņakalns) - Tukums.